# Mount Gilmour
Mount Gilmour ist ein 549 m hoher Berg im westantarktischen Marie-Byrd-Land. In den zu den Ford Ranges gehörenden Denfeld Mountains ragt er 6 km südöstlich des Mount Passel auf.
Teilnehmer der United States Antarctic Service Expedition (1939–1941) kartierten ihn 1940. Namensgeber ist der US-amerikanische Historiker Harold Parker Gilmour (1903–1969), Teilnehmer und Chronist der Forschungsreise.